# .sd
.sd là tên miền quốc gia cấp cao nhất (ccTLD) của Sudan.

## Tên miền cấp 2
- Com.sd Công ty
- Net.sd	Nhà cung cấo mạng
- Org.sd	Tổ chức phi lợi nhuận của Sudan
- EdHoa Kỳd	Cao đẳng và đại học ở Sudan
- Med.sd Y tế
- Tv.sd Truyền thông
- Gov.sd	Chính phủ bộ ngành của Sudan
- Info.sd Báo chí, thông tin và truyền thông